# كأس إنترتوتو 2005
كأس إنترتوتو 2005 هو موسم من كأس إنترتوتو. أقيم خلال الفترة 18 يونيو 2005 وحتى 23 أغسطس 2005، وشارك فيه  61 فريقاً، وفاز فيه نادي لانس، ونادي هامبورغ، وأولمبيك مارسيليا.